# کره جنوبی در المپیک تابستانی ۱۹۹۶
کره جنوبی در بازی‌های المپیک تابستانی ۱۹۹۶ که در شهر آتلانتا ایالات متحده آمریکا برگزار شد، کاروان کره جنوبی با ۳۰۰ ورزشکار در این رقابت‌ها شرکت کرد و موفق به کسب ۲۷ مدال (۷ طلا، ۱۵ نقره، ۵ برنز) شد. در جدول رتبه‌بندی توزیع مدال‌ها، کره جنوبی در ردهٔ ۱۰ مسابقات قرار گرفت.